# Wilhelm Süß

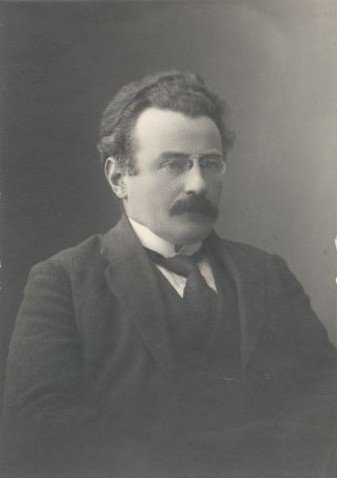
Wilhelm Süß, vor 1933

Wilhelm Süß (* 9. März 1882 in Friedberg (Hessen); † 12. Juli 1969 in Mainz) war ein deutscher klassischer Philologe, der als Professor an den Universitäten Dorpat (1923–1934), Gießen (1934–1940), Breslau (1940–1945) und Mainz (1946–1950) wirkte.

## Leben
Wilhelm Süß studierte von 1900 bis 1905 Klassische Philologie an den Universitäten Gießen, Berlin und München, wo der Thesaurus-Begründer Eduard Wölfflin sein Lehrer war. 1904 wurde Süß in Gießen bei Erich Bethe mit der Dissertation De personarum antiquae comoediae Atticae usu atque origine („Über Gebrauch und Herkunft der Masken in der alten attischen Komödie“) promoviert. Seine Habilitation erreichte er 1909 ebenfalls in Gießen, mit der Arbeit Ethos: Studien zur älteren griechischen Rhetorik. Noch im selben Jahr ging er als Assistent an die Universität Leipzig und habilitierte sich dort 1910 um. Nach fünf Jahren als Privatdozent wurde Süß 1915 zum außerordentlichen Professor ernannt.
Seine erste Stelle als ordentlicher Professor erhielt Süß an der estnischen Universität Dorpat, die eine lange deutschsprachige Tradition hatte. Hier hatte er von 1923 bis 1934 den Lehrstuhl für Klassische Philologie inne. 1934 kehrte er auf einen Ruf seiner Alma Mater Gießen nach Deutschland zurück und besetzte den Gießener Lehrstuhl, 1940 wechselte er nach Breslau. Von hier musste er jedoch gegen Ende des Zweiten Weltkriegs beim Anmarsch der Roten Armee im Februar 1945 fliehen und seine Bibliothek und unveröffentlichten Manuskripte in der brennenden Stadt zurücklassen. Nach seiner Flucht war er lange Zeit stellungslos. Erst 1946 erging ein Ruf der neugegründeten Universität Mainz an ihn, dem er folgte. Hier lehrte er bis zu seiner Emeritierung im Jahr 1950. Sein Nachfolger wurde der ehemals Gießener Professor Andreas Thierfelder.
In seiner Forschungsarbeit beschäftigte sich Süß vor allem mit der antiken Komödie und Rhetorik, besonders unter stilistischen Gesichtspunkten.

## Veröffentlichungen (Auswahl)
- Aristophanes und die Nachwelt. Weicher, Leipzig 1911.

- Karl Morgenstern 1770 - 1852. Mattiesen, Dorpat 1929.

- Augustinus Locutiones und das Problem der lateinischen Bibelsprache. Mattiesen, Tartu 1933.

- Cicero. Eine Einführung in seine philosophischen Schriften (mit Ausschluss der staatsphilosophischen Werke). Akademie der Wissenschaften und Literatur, Mainz 1965.

- Lachen, Komik und Witz in der Antike. Artemis, Zürich 1969.

- Ethos. Studien zur älteren griechischen Rhetorik. Neudruck der Ausgabe 1910. Scientia, Aalen 1975, ISBN 3-511-09016-4.